# روبرت أندريه
روبرت أندريه هو رياضياتي كندي، ولد في 14 مارس 1960.